# Chatyn
Chatyn (belarussisch/russisch Хатынь) ist ein ehemaliges Dorf in der Weißrussischen SSR in der Minskaja Woblasz. Seine Bevölkerung wurde 1943 in Reaktion auf Partisanenangriffe in der Umgebung von Mitgliedern der deutschen SS ermordet, das Dorf niedergebrannt. Chatyn wurde nach 1945 nicht wieder aufgebaut. Die sowjetische Führung ließ dort 1969 die Nationale Gedenkstätte der Republik Belarus für alle im Deutsch-Sowjetischen Krieg von Deutschen zerstörten belarussischen Dörfer errichten. Der Ortsname bezeichnet daher auch das SS-Massaker von 1943 und das Gedenken an dieses und andere NS-Verbrechen in der Weißrussischen SSR.

## Massaker der SS
Am Vormittag des 22. März 1943 beschossen Partisanen auf der Straße von Minsk nach Witebsk nahe dem Dorf Kosyri (Козыри), wenige Kilometer westlich von Chatyn, eine Autokolonne der 1. Kompanie des Schutzmannschafts-Bataillons 118. Beim Angriff wurden der Kompaniechef, Hauptmann Hans Woellke, sowie drei ukrainische Angehörige der Schutzmannschaft getötet. Das Bataillon setzte den Partisanen, die sich in Richtung Chatyn zurückzogen, zunächst nach, brach die Verfolgung aber aus Mangel an Kräften ab und forderte per Funk Unterstützung an. Auf dem Rückmarsch ermordeten die Schutzmannschaftsleute 20 bis 25 Waldarbeiter wegen angeblicher Unterstützung der Partisanen. Zur Verstärkung traf am Nachmittag die 1. Kompanie der SS-Sondereinheit Dirlewanger ein. Gemeinsam mit der Schutzmannschaft umstellten und besetzten sie am Nachmittag Chatyn, plünderten dann das Eigentum der Dorfbewohner und trieben diese in eine Scheune. Dabei vergewaltigten sie auch eine junge Frau und brachten sie danach zu den anderen in die Scheune, setzten diese in Brand und schossen auf die darin eingesperrten Menschen, die versuchten, sich aus dem Feuer zu retten. Der staatlichen Gedenkstätte Chatyn zufolge kamen dabei 149 Personen, darunter 75 Kinder unter 16 Jahren ums Leben. Teilweise werden die Opferzahlen auch mit 152 Personen, darunter 76 Kinder, beziffert.
Nur wenige Dorfbewohner überlebten das Massaker: Vier Kinder – die beiden Jungen Anton Baranowskij und Wiktor Schelobkowitsch sowie zwei Mädchen – konnten sich aus der brennenden Scheune retten; die beiden Mädchen fielen einem späteren Massaker bei der Zerstörung des Dorfes Chwaraszjani zum Opfer. Drei weitere Kinder, die Geschwister Wolodja und Sonja Jaskewitsch und Sascha Schelobkowitsch, konnten sich rechtzeitig verstecken und blieben unentdeckt. Der damals 56-jährige Dorfschmied Josif Kaminskij überlebte das Feuer und entdeckte, nachdem die Täter den Ort verlassen hatten, seinen sterbenden Sohn Adam unter den Opfern. Der Dorfbewohner Stefan Rudak wurde von den Tätern als Kutscher für den Transport des geraubten Gutes mitgenommen.

## Aufarbeitung

### Gedenkstätte

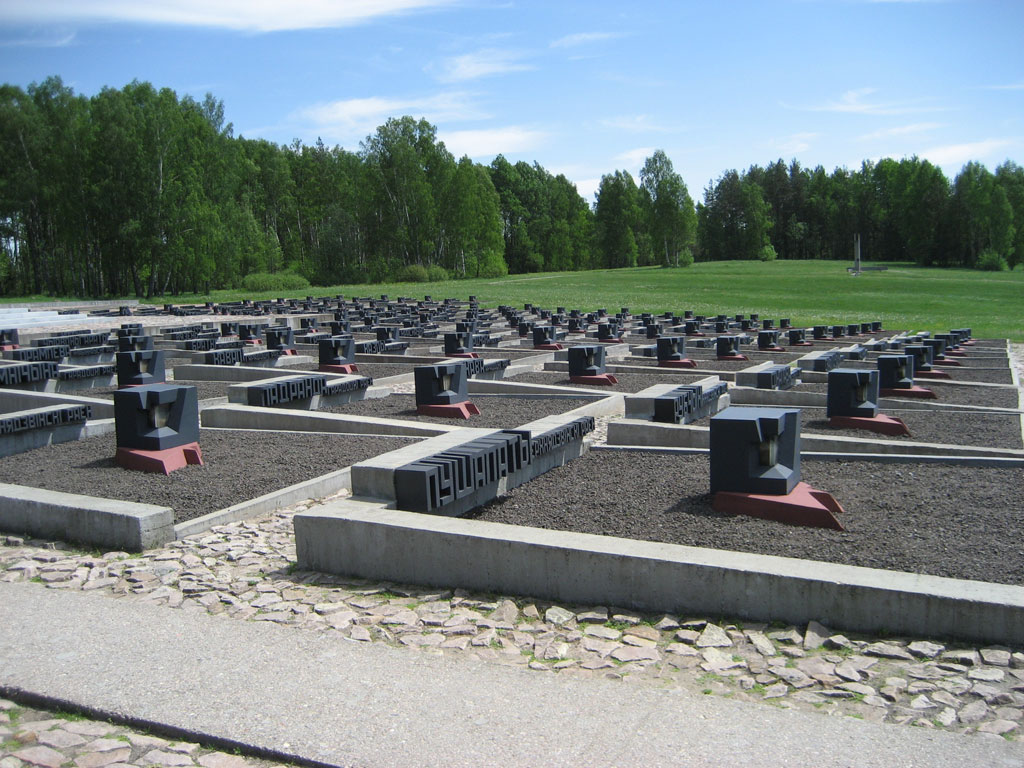
Mahnmal für die im Zweiten Weltkrieg ausgelöschten belarussischen Dörfer

In Chatyn wurde 1969 die Nationale Gedenkstätte der Republik Belarus eröffnet, die an die Zerstörung von 5295 weißrussischen Dörfern während des Zweiten Weltkriegs und die Opfer der nationalsozialistischen Kriegsverbrechen erinnert. Manchmal wird spekuliert, Chatyn könnte wegen der Ähnlichkeit des Ortsnamens zum Ortsnamen Katyn, der in Polen für die Ermordung tausender polnischer Offiziere durch den NKWD 1940 steht, als Ort für die Gedenkstätte ausgewählt worden sein. 1974 besuchte der damalige US-Präsident Richard Nixon die Gedenkstätte von Chatyn.

### Strafverfolgung
In Deutschland wurde nie jemand für diesen Massenmord strafrechtlich belangt. Ende 1975 stellte die Staatsanwaltschaft Itzehoe, der der Bundesgerichtshof den Fall übergeben hatte, ein Ermittlungsverfahren dazu ein. Der Prozess gegen Hryhorij N. Wasjura, den Kommandeur des Schutzmannschafts-Bataillons 118 und Überläufer von der   Roten Armee, fand 1986 in der Weißrussischen SSR statt.

### Künstlerische Verarbeitung und Gedenken
Die Geschichte mehrerer solcher Dörfer beschreiben Augenzeugenberichte, die von Ales Adamowitsch, Janka Bryl und Uladsimir Kalesnik zu einem Buch zusammengestellt wurden, das unter dem Titel Ich bin aus einem verbrannten Dorf … (russ.: Я из огненной деревни, belaruss.: Я з вогненнай вёскі…) bekannt wurde. Das Massaker von Chatyn wurde von Adamowitsch auch in seinem 1972 zunächst auf Russisch, 1976 auch auf Belarussisch erschienenen Roman Хатынская аповесць (dt.: Stätten des Schweigens) behandelt, der später als Grundlage für das Drehbuch zu dem Film Komm und sieh (russisch Иди́ и смотри́ / Idi i smotri) diente.
In der DDR war Chatyn Bestandteil des Geschichtsunterrichts, insbesondere die von den deutschen Soldaten selbst produzierten Filmaufnahmen des Einsatzes wurden als Beleg für die Grausamkeit des NS-Regimes genutzt.